# Ana Barbu
Ana Barbu (n. 30 octombrie 1959, Temeleuți, Florești – d. 18 mai 2015, Chișinău) a fost o cântăreață de muzică populară, romanțe și de estradă din Republica Moldova. A fost cunoscută mai ales pentru piesa „Flori de liliac”. Artist al Poporului Republica Moldova (10.10.2011).
Ana Barbu este mama cântăreței Natalia Barbu, care a reprezentat Republica Moldova la Eurovision în 2007 și 2024.
Prima oară Ana Barbu a evoluat pe scenă în clasa a treia la școala medie. La sărbătorirea zilei de 8 martie, ea a interpretat cântecul Sofiei Rotaru „Orașul meu”. După aceasta a început să interpreteze cântece populare din repertoriul Mariei Drăgan și al lui Nicolae Sulac.
La Bălți a absolvit Colegiul de Muzică, specialitatea canto academic. După absolvire, a venit la audiție la Veronica Garștea și a fost angajată în Capela Corală Academică „Doina”. Cântăreața a început să-și caute calea sa în creație: inițial ea a visat să devină cântăreață de operă, însă mai târziu s-a implicat în muzica populară și de estradă.
În 1993 se mută cu traiul la Chișinău, unde a apărut pentru prima dată pe scena profesionistă. În 1993 a fost angajată în orchestra de muzica populara „Fluieraș”, sub conducerea lui Serghei Lunchevici, iar mai târziu a trecut în ansamblul „Mugurel”, ca apoi să fie solistă a Orchestrei de Muzică Populară a Ministerului Afacerilor Interne, primind și gradul de căpitan în poliție.
A concertat activ în Republica Moldova, Canada și alte țări.
A primit titlul de Artistă Emerită a Republicii Moldova.
S-a stins din viață în dimineața zilei de 18 mai 2015, la vârsta de 55 de ani, în urma unei scleroze amiotrofice. La moartea sa, corpul neînsuflețit al său a fost depus la biserica Sfânta Teodora de la Sihla, apoi la la Palatul Național „Nicolae Sulac”, după care interpreta a fost înmormântată la cimitirul din Stăuceni, așa cum și-a dorit, la înmormântare cealaltă fiică a ei din SUA nu a fost prezentă.